# Seeligereffect

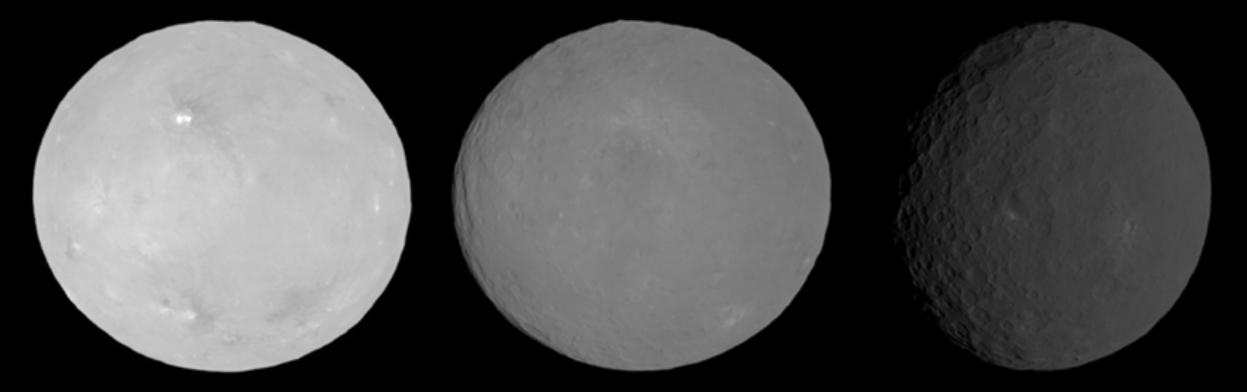
Ceres gemeten door Dawn bij fasehoeken van 0, 7, en 33 graden laat het Seeligereffect zien bij 0 graden

Het Seeligereffect is het effect dat een object in het zonnestelsel een grotere helderheid heeft wanneer het in oppositie staat met de zon. Het effect is vernoemd naar de astronoom Hugo von Seeliger.
Een voorbeeld van het Seeligereffect zijn de ringen van Saturnus. Als Saturnus in oppositie staat zijn de ringen helderder ten opzichte van Saturnus zelf dan in andere tijden van het jaar. Een ander voorbeeld is de maan: de volle maan is meer dan tweemaal zo helder als de halve maan.
De voornaamste verklaring van dit effect is erin gelegen dat de schaduwen van elk afzonderlijk deeltje, die voor een deel op andere deeltjes vallen, bij een oppositie, vanuit de waarnemer gezien exact achter elk deeltje vallen, waardoor alle beschaduwde (en dus donkerdere) deeltjes niet zichtbaar zijn, en dus alleen de verlichte deeltjes te zien zijn.